# Lacey Nymeyer
Lacey Nymeyer (nacida el 29 de octubre de 1985 en Tucson) es una nadadora de estilo libre de los Estados Unidos que compitió en los Juegos Olímpicos de Pekín 2008. Nymeyer nació en la ciudad de Tucson, Arizona y se graduó en 2004 de la Preparatoria Mountain View.  Nymeyer ganó una medalla de oro en el equipo de natación de Estados Unidos en los 4 × 100 m estilo libre de relevo.
Nymeyer es un estudiante de física en la Universidad de Arizona en Tucson, y tiene de maestro a Frank Busch.